# آرتمیس یکم

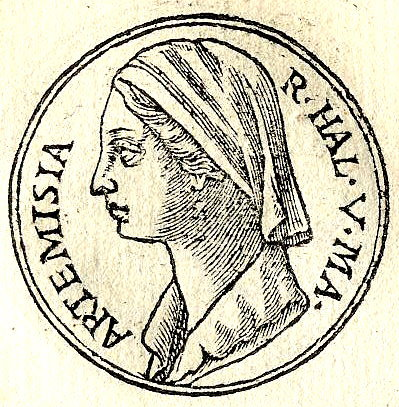
پرتره از آرتمیس یکم

دریاسالار آرتمیس یکم (به یونانی Ἀρτεμισία) ملکه  هالیکارناس در ساتراپی پارسی کاریا و فرماندهٔ بخشی از نیروی دریایی شاهنشاهی هخامنشی در دومین تهاجم ایرانیان به یونان در زمان لشکرکشی خشایارشا شاهنشاه پارسی هخامنشی، در سال ۴۸۰ پ.م. بود. وی نخستین دریاسالار زن جهان است که در سپاه ایران بود.

## معرفی آرتمیس

کاریا و مرکز آن شهر هالیکارناس، در دوران باستان.

پدر آرتمیس لوگدامیس نام داشت. وی فرماندار شهر هالیکارناس، مرکز کاریا بود و مادرش در جزیرهٔ کرت به دنیا آمده بود.آنها یونانی بودند.
در دورهٔ هخامنشی این بانو ساتراپی کاریا را برعهده داشته‌است. در آن هنگام کاریا یکی از ساتراپهای ایران به‌شمار می‌رفته‌است. هرودوت که خود نیز از اهالی هالیکارناس بوده، حیرت و شگفتی خود را از شرکت این بانو در جنگهای ضد یونان پنهان نکرده‌است. بنابر گفتهٔ هرودوت هیچ‌کدام از فرماندهان تابع ایران به اندازهٔ او به خشایارشا رأی صائب ارائه نداده و راهنمایی گرانبها نکرده‌است.

## نام‌شناسی
آرتمیس یک اسم یونانی و از خدایان اصلی یونان است. آرتمیس در اساطیر یونانی ایزدبانوی شکار، طبیعت وحش، بکارت، ماه و حاصلخیزی، دختر لتو و زئوس است.  الهه آرتمیس خواهره دوقلوی آپولون خدای موسیقی و هنر است.  آرتمیس یکی از الهه‌های باکره و مظهر پاک‌دامنی المپ به‌شمار می‌رفت. داستان ایفی ژن دختر آگاممنون که پدرش بهنگام جنگ تروا او را قربانی راه آرتمیس نمود تا بادهای موافق را برای حرکت کشتی‌های خویش از طرف خدایان فراخواند.  در جزیره دلس نیز معروف‌ترین معبد آپولون و دیانا یعنی الهه رومی قابل تطبیق با آرتمیس وجود دارد و گویند آن‌ها در همین جزیره قدم به عرصه وجود گذاشته‌اند.  کالیماک در سرودی برای آرتمیس ساخته می‌گوید: آرتمیس پیش از آپولون به دنیا آمد و به هیچ وجه مادر خود (لتو) را ناراحت نکرد.
آرتمیس ساتراپ و فرماندار سرزمین کاریا در آناتولی و ترکیه امروزی بود. که مردمی یونانی الاصل و از نژاد غربی داشتند اما جزیی از کشور پارس و  زیر نظر حکومت هخامنشایان بودند. آرتمیس و هرودوت هر دو اهل شهر هالیکارناس در کاریا هستند.
از این رو کلمه آرتمیس یک واژه یونانی و آرتمیس دریاسالار یونانی است که به خشایارشاه و حکومت پارس خدمت میکرد.

## نبرد آرتمیزیوم
همزمان با نبرد ترموپیل جنگی مابین ناوگان دریایی ایران و یونانی‌ها در آرتمیزیوم رخ داد، نیروی دریایی یونانی‌ها متشکل بود از ۲۷۱ کشتی که در این بین سهم آتنی‌ها از همه بیشتر یعنی ۱۲۰ فروند بود ولی ریاست این عده بر عهده شخصی به نام اوریبیاد از اهالی اسپارت سپرده شده بود زیرا متحدین اعلام کرده بودند که اگر ریاست با آتنی‌ها باشد متفرق خواهند شد و آتنی‌ها از ترس اینکه نفاق کل یونان را بر باد دهد با ریاست اسپارتی‌ها موافقت کردند.
در سوی دیگر ناوگان بزرگ دریایی شاهنشاهی ایران به فرماندهی آرتمیس در حال نزدیک شدن بود، بنابر گزارش هرودت نیروهای یونانی وقتی به آرتمیزیوم رسیده و عده کشتیهای و مردان جنگی پارس را دیدند وحشت بزرگی به آن‌ها دست داده تصمیم به فرار گرفتند و چون اهالی اوبه اوضاع را چنین دیدند؛ نزد تمیستوکلس رفته سی تالان پول به او دادند تا یونانیها را مجبور کند در اوبه بمانند و جنگ کنند، تمیستوکلس این پول را بین سرداران یونانی تقسیم کرده از جمله پنج تالان به فرمانده آوری بیاد داد و چنین وانمود کرد که این پول را از جیب خود می‌دهد و بدین ترتیب با پرداخت رشوه آوری بیاد و دیگر فرماندهان را بطرف خود جلب کرد و یونانیها موافقت کردند که در آرتمیزیوم بمانند و نبرد دریایی آغاز شد.
در ابتدا پارس‌ها چون عده کم کشتیهای یونانی را دیدند اشتیاق به حمله پیدا کرده تصمیم گرفتند کل ناوگان یونان را یکجا نابود کنند اما از آنجا که این جنگ در بعد از ظهر حادث شده بود پارس‌ها گمان بردند که با شروع حمله جنگ به درازا بکشد و یونانی‌ها از تاریکی شب استفاده کرده بگریزند حال آنکه تصمیم بر آن بود که همه نیروهای یونان یکجا نابود گردد بنابراین پارس‌ها حیله‌ای بکار برده ۲۰۰ کشتی را مأمور کردند تا اوبه را دور زده از پشت سر یونانیها به اوریپ داخل شوند و ناوگان یونان را محاصره کنند اما در همین حین یکی از یونانی‌ها که داخل سپاه پارس بود بنام سیل لیاس از فرصت استفاده کرده به سمت یونانی‌ها گریخت و خبر دور زدن ۲۰۰ کشتی پارسی را به یونانی‌ها داد سرداران یونانی مجلس مشورتی ترتیب داده و تصمیم گرفتند که فرصت به پارس‌ها نداده حمله را شروع کنند.
یونانی‌ها نیمه شب به طرف پارس‌ها هجوم بردند ایرانی‌ها که می‌دیدند یونانی‌ها با عده کمی به طرف آن‌ها می‌آیند یقین حاصل کرده که آن‌ها دیوانه شده‌اند که خود را به طرف فنای حتمی سوق می‌دهند پس صفوف خود را آراستند و آماده نبرد شدند با شیپور اول دو طرف صف آرائی کرده و شیپور دوم نبرد سختی آغاز شد پاروزنان با قدرت هرچه تمامتر پارو می‌زدند و کشتیها سینه دریا را می‌شکافتند سرداران نیز با فریادهای بلند پاروزنان را تشویق به پاروزدن بیشتر می‌کردند سربازان دو طرف نیز بر عرشه کشتی‌ها ایستاده به نزدیک شدن دشمن می‌نگریستند در دل آن‌ها اضطراب و دلهره فراوانی بروز می‌کرد و دندان‌ها را بر یکدیگر سائیده قبضه شمشیر خود را می‌فشردند سرانجام کشتی‌ها به همدیگر رسیده به سختی به هم برخورد کردند و جنگ آغاز شد، نبرد سختی بر روی عرشه کشتی‌ها آغاز شد و دو طرف به یک اندازه شجاعت به خرج دادند و عده تلفات هر دو برابر بود. اما چون شب هنگام بود نتیجه قطعی حاصل نشد هر دو طرف دست از نبرد برداشته به جایگاه‌های خود برگشتند.
در روز دوم نبرد، ۲۰۰ کشتی ایرانی که مأمور بودند جزیره اوبه را دور بزنند دچار طوفان شده و تعدایی از آن‌ها به ساحل برخورد کرده غرق شدند چون خبر به یونانی‌ها رسید بر قوت قلب آن‌ها افزوده شد. مجدداً حمله را شروع کردند و به قلب ناوگان پارس حمله‌ور شدند باز نبرد سختی درگرفت ولی مثل بار اول نتیجه قطعی حاصل نشد.
در روز سوم پارس‌ها خشمگین از به‌طول انجامیدن نبرد قوای خود را جمع‌آوری و صفوف خود را به صورت نیم دایره آراسته و حمله را شروع کردند با شروع درگیری تعداد زیادی از کشتی‌های یونانیان غرق شد و خسارت زیادی به بحریه آن‌ها وارد آمد در این حین یونانی‌ها مردد در عقب‌نشینی بودند که خبر شکست اسپارتی‌ها در تنگهٔ ترموپیل و کشته شدن لئونیداس به آن‌ها رسید پس تصمیم گرفتند که عقب‌نشینیی کرده به داخل یونان بگریزند بدین ترتیب با فرار یونانی‌ها نبرد آرتمیزیوم به نفع ایرانی‌ها خاتمه یافت و ناوگان دریایی ایران آرتمیزیوم را فتح کرد.
در نتیجه این دو نبرد آتن توسط خشایارشا فتح شد و سپاهیان ایران در پایتخت یونان یعنی آتن با افتخار رژه رفتند. چندسال بعد اسکندر مقدونی بخاطر همین رژه تخت جمشید و شهرهای ایران را به آتش کشید.

## نبرد سالامیس

### توصیه به خشایارشا در جهت وارد نشدن به یک نبرد دریایی

ساتراپ کاریا و زمان و مکان جنگهای مابین سپاه ایران و یونان. برای بهتر دیدن تصویر بر روی آن کلیک کنید.

آرتمیس در سال ۴۸۰ پیش از میلاد، در نبرد سالامیس که بین نیروی دریایی ایران و یونان درگرفت، شرکت داشت. قبل از شروع جنگ دریایی سالامیس، خشایارشا از همهٔ امیران محلّی و فرماندهان دریایی نظرشان را راجع به جنگ دریایی خواسته بود. پاسخ‌ها تماماً در تأیید جنگ دریایی با نیروی بحریه یونان بود مگر نظر آرتمیس. او گفت 

من که در تمامی نبردهای شاه به لحاظ شجاعت و فداکاری از احدی کمتر نبوده‌ام، عرضم این است که نیروهای خود را بی جهت تلف نکنید و از رزم دریایی احتراز جوئید زیرا یونانیان در کار دریا برتری دارند. چه الزامی در این کار است؟ مگر سایر نقاط یونان در ید اقتدار شاه نیست؟ دیگر احدی در مقابل پادشاه امکان اظهار وجود ندارد. آنها که تاکنون با شهریار ما درافتاده‌اند، به‌طوری که سزاوار بوده، همه سرکوب شده‌اند. نیروها را همان‌جا که همین اکنون مستقر هستند، باقی بگذارید. خواه تا پلوپونز (یونان جنوبی) پیش بتازید یا در همین‌جا بمانید، باز مقصود همایونی حاصل است و یونانیها قدرت ندارند که در مقابل عظمت و سطوت شهریاری استقامت و پایداری کنند. من نگران آن هستم که شکست در این جنگ دریایی، شکست در دیگر جبهه‌ها را در پی داشته باشد. نکتهٔ دیگری هم هست. شهریاران بزرگ غالباً ندیمانی ناباب دارند و سروران بد را چاکران شایسته خدمتگزارند. شاهنشاه که برترین سرور جهان است، چاکران شایسته و باکفایتی ندارد. کسانی که عنوان دستیاران شاهی را دارند یعنی سرکاران مصری، قبرسی، کیلیکی (ایالتی باستانی در آسیای صغیر) و پامفیلگی (ایالتی باستانی در آسیای صغیر) افرادی باطل و بی اثر بیش نیستند.
وقتی دوستان آرتمیس این بیانات را شنیدند، می‌پنداشتند که خشایارشا او را به‌مناسبت سعی در ترغیب شاه به انصراف از جنگ مجازات خواهد کرد لیکن شاهنشاه از جواب آرتمیس خشنود گردید. باوجوداین فرمان‌بر آن شد که رأی اکثریت به کار بسته شود و خود شاه شخصاً ناظر جریان جنگ باشد.

### نبرد
آرتمیس پنج کشتی فراهم ساخته که در بحریهٔ خشایارشا بعد از ناوهای فنیقی از معروفترین به‌شمار می‌رفته‌است. هرودوت در این باره می‌نویسد، در هنگام نبرد آرتمیس در حالی که کشتی‌های آتنی در تعقیب او بودند و فرارش از آن تنگنا غیرممکن می‌رسید، چاره‌ای اندیشید. او یک کشتی همدست را از کار انداخت. با غرق کردن این کشتی آرتمیس با یک تیر دو نشان زد زیرا فرماندهٔ کشتی یونانی با مشاهدهٔ صدمه‌ای که آرتمیس به کشتی پارسی وارد ساخته بود، پنداشت که با یک کشتی یونانی طرف است بنابراین از تعقیب او بازایستاد و هدف دیگری را تعقیب کرد. از طرف دیگر بر قدر و احترام خویش در پیشگاه خشایار بیفزود زیرا نقل کرده‌اند که خشایارشا که شخصاً ناظر عملیات جنگی بود، آن جریان توجهش را جلب کرد و یکی از ندیمان عرض کرد «اعلیاحضرتا، ملاحظه می‌کنید آرتمیسیا با چه مهارتی نبرد می‌کند؟ او یکی از کشتی‌های دشمن را از کار انداخت.» خشایارشا پرسید «آیا واقعاً او آرتمیس است؟» مخاطب پاسخ داد «هیچ گونه شکی نیست زیرا علامت جهاز او برجسته و پیداست.» هر چند که خیال می‌کرد، کشتی دشمن را صدمه زده‌است. می‌گویند شاه با مشاهدهٔ آن صحنه فرمود «مردانم زن شده‌اند و زنها مرد.»
در داستانی که هرودوت دربارهٔ غرق کردن کشتی خودی توسط آرتمیس بیان کرده، تناقضاتی به چشم می‌خورد. در چنین جنگ عظیمی که صدها کشتی جنگی از هر دو طرف شرکت داشته‌اند، انتظار می‌رود که مانند هر پیکار دیگری، کشتی‌های طرفین جنگ، پرچم و علامت‌های مخصوصی به همراه داشته باشند، تا قوای دوست از دشمن قابل تفکیک باشد. همچنین بعید به نظر می‌رسد واقعیت چنین حادثه‌ای همزمان هم از نظر سپاهیان یونانی و ایرانی حاضر در میدان جنگ و هم از نظر شاه و همراهانش که در ارتفاعات مشرف به میدان جنگ سالامیس ناظر بوده‌اند، پنهان مانده باشد. اگر همراهان خشایار در فاصله‌ای بوده‌اند که بتوانند یک زن را از مرد تشخیص بدهند، چطور در تمیز دادن یک کشتی خودی، از کشتی دشمن دچار خطای دید، شده‌اند.
به‌طورکلی در ذکر وقایع پیرامون آرتمیس، توسط هرودوت، حس مباهات و ستایش از یک زن شجاع و باقدرت که همشهری او بوده و تمایل جهت دور کردن احساس خشم و کینه‌توزی یونانیان علیه آرتمیس، توأماً دیده می‌شود. این احتمال می‌رود که هرودوت با تمهیداتی سعی در برآوردن هر دو خواستهٔ خود کرده‌باشد.

### توصیه به خشایارشا جهت بازگشت پادشاه به ایران
بعد از شکست ایران در نبرد سالامیس، مردونیه به خشایارشا پیشنهاد داد که بهتر می‌داند که شخص پادشاه در یونان بماند و رهبری جنگ را بعهده بگیرد ولی اگر ارادهٔ شاه مبنی بربازگشت باشد، پیشنهاد دیگر او این بود که سیصد هزار تن از سپاهیان را در یونانی باقی گذاشته و رهبری این لشکر را به مردونیه واگذارد. خشایارشا دراین باره نیز با آرتمیس مشورت کرده و آرتمیس رأی به بازگشت شاه به ایران و سپردن امور جنگ را به مردونیه داد.

آرتمیس گفت 

 با وجود این شرایط اضطراری حاضر، به نظر من شاهنشاه، یونان را ترک و مردونیه را با عده ای که خواسته و به خدمتی که داوطلب شده‌است، مأمور فرمایند و این منوط به آن است که او واقعاً شایستگی انجام چنین مأموریتی را داشته باشد. اگر نقشهٔ او نتیجه بخشید و موفق شد باز ظفر و کامیابی همایونی است و هرگاه او به مقصود خود نرسد تا وقتی که وجود عزیز پادشاه سلامت باشد و خطری متوجه خاندانت نشود، یونانی‌ها برای ادامهٔ زندگی و بقای حیات خویش باید مدتها رنج بکشند. از شکست مردونیه غمی نیست چون او یک غلام شاهی بیش نیست و هرگاه یونانی‌ها بر او دست یابند، هنری نکرده‌اند اما راجع به وجود مقدس همایونی باید عرض کنم که در عین کامیابی به وطن برمی‌گردید، چون آتن را به آتش کشیده‌اید. 

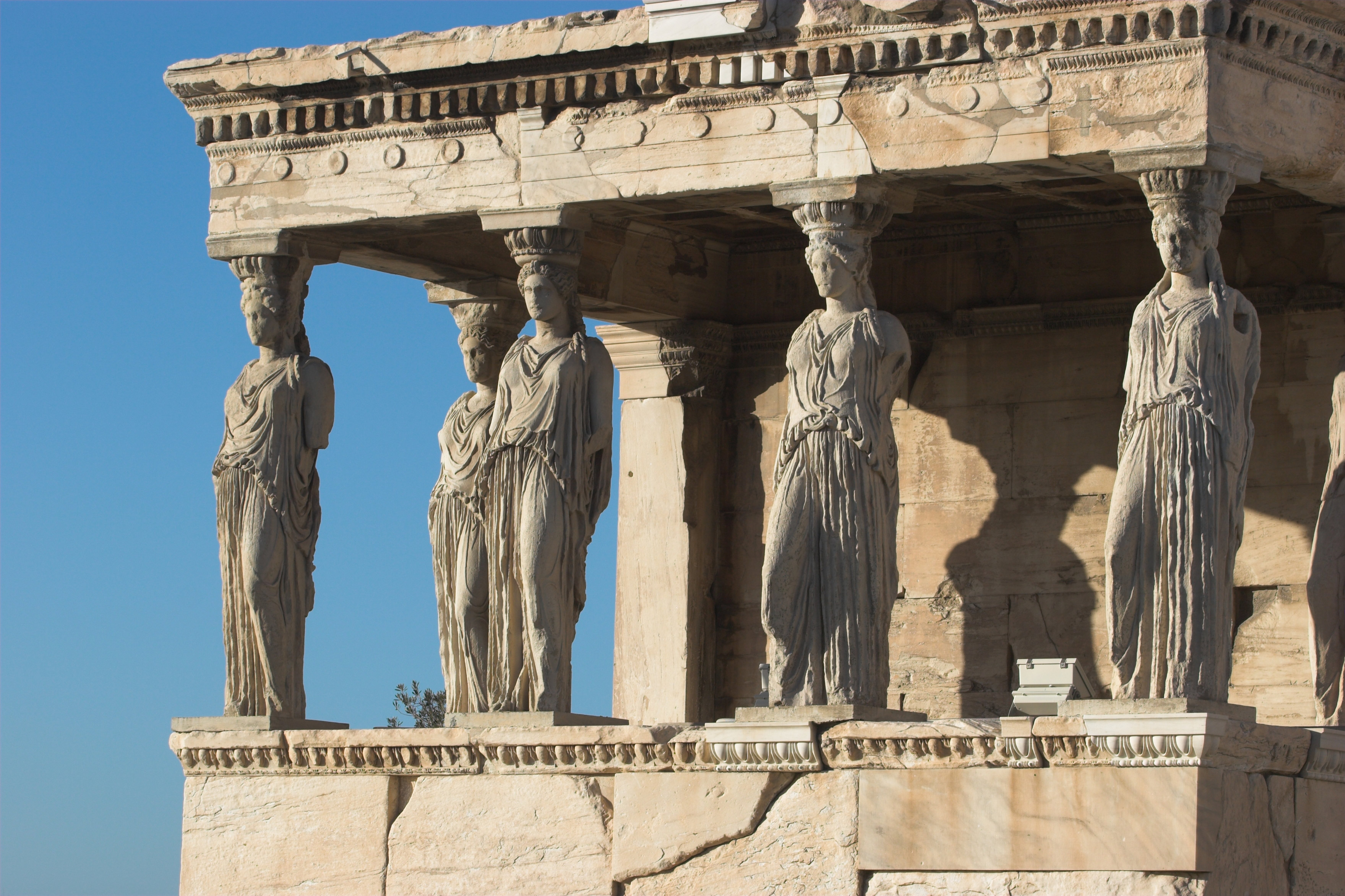
ستون زن پیکر در آتن

خشایارشا نظر آرتمیس را پذیرفته و به ایران بازگشت.

## انتقام یونانیان از مردم کاریا

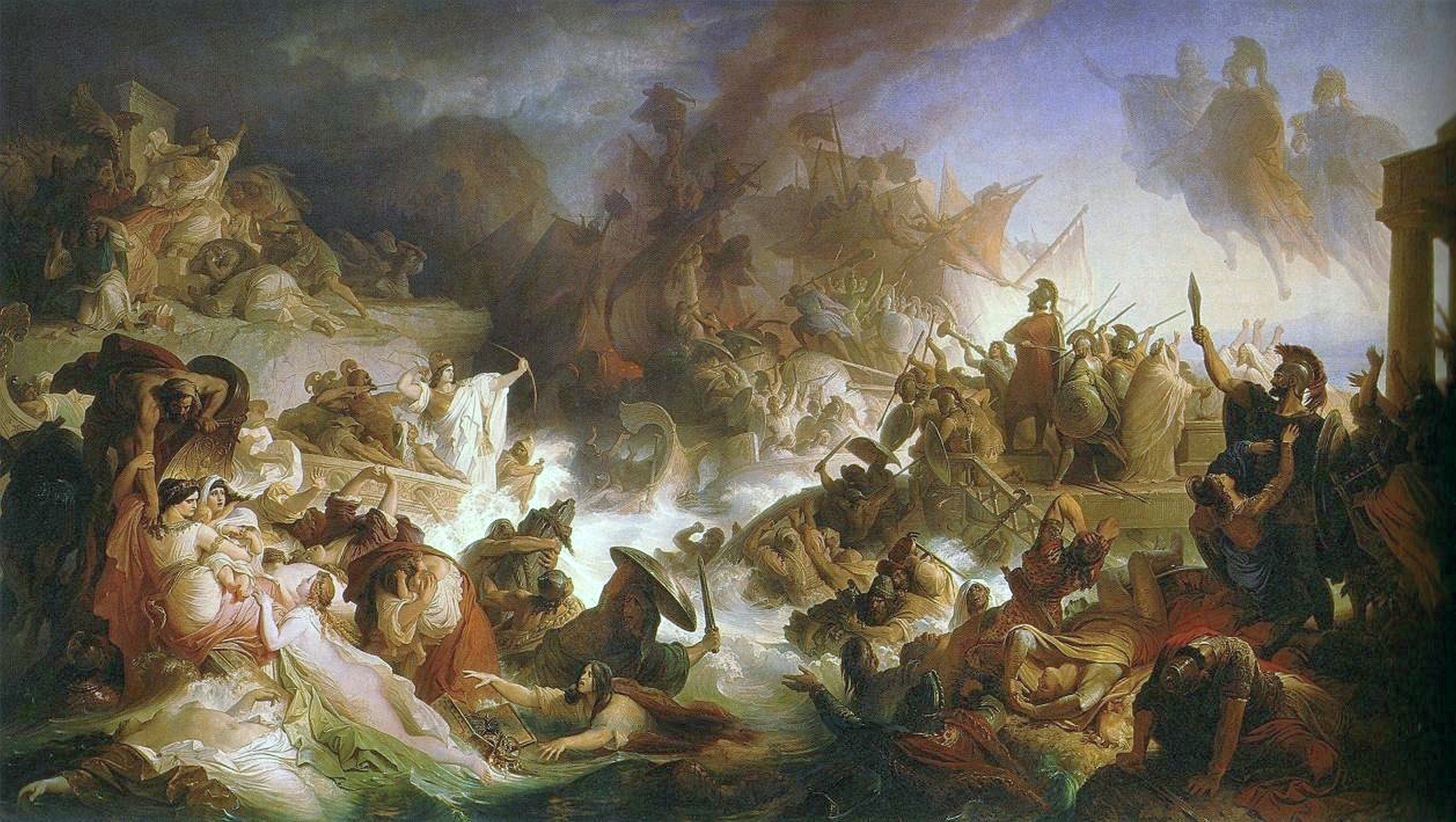
کولباخ، ویلهلم فون - نبرد دریایی

ویتروویوس، معمار و یکی از لشکریان رومی در کتاب خود می‌نویسد «در جنگ ایران و یونان، مردم کاریا از ایران پشتیبانی کردند. زمانی که یونانی‌ها سرانجام از پیشرفت ایرانیان در خاک یونان جلوگیری کردند، به تنبیه کاریایی‌ها پرداختند. مردان کاریایی را کشتند و زنانشان را به بردگی بردند. مقرر شد که این زنان بایستی برای ابد باری به‌دوش بکشند. به عنوان نمادی از بارکشی ابدی زنان کاریایی، ستون‌های زن‌پیکر به معماری یونانی وارد شد.» در مورد صحت این نظریه، بین باستان‌شناسان اتفاق نظر وجود ندارد. بعضی از باستان‌شناسان عقیده دارند که این سبک معماری، قبل از نبرد سالامیس هم وجود داشته‌است.

## ارجاعات فرهنگی مدرن

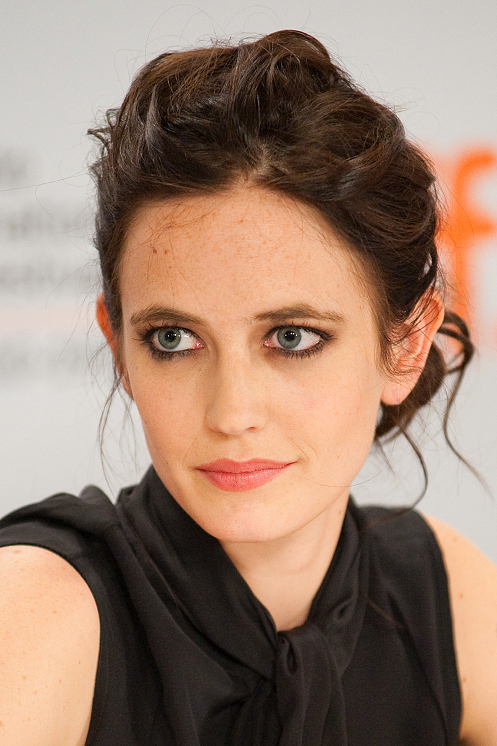
اوا گرین در فیلم ۳۰۰: ظهور یک امپراتوری در سال ۲۰۱۴ نقش آرتمیس را بازی کرد.

چندین کشتی مدرن به نام آرتمیس نامگذاری شدند. ناوشکن اچ‌ام‌اس اسلوس را محمدرضا پهلوی شاه ایران در سال ۱۳۴۵ از بریتانیا خریداری کرد و آن را ناوشکن آرتمیس نام‌گذاری کرد. همچنین نام قبلی کشتی فرابر یونانی، Panagia Skiadeni، آرتمیس بود.
در شهرداری نیا آلیکارناسوس در کرت یک انجمن فرهنگی وجود دارد که در سال ۱۹۷۹ به نام «Artemisia» به نام ملکه آرتمیس تأسیس شد.
در فیلم، ۳۰۰ اسپارتی سال ۱۹۶۲، آرتمیس توسط آنه ویکفیلد به تصویر کشیده شده‌است.
آرتمیس در رمان تاریخی آفرینش در سال ۱۹۸۱ (و اکران ۲۰۰۲) گور ویدال ظاهر می‌شود. در تجسم ویدال، او رابطه‌ای طولانی با ژنرال ایرانی مردونیوس داشت که در برخی از دوره‌ها در هالیکارناس زندگی می‌کرد و به‌طور غیررسمی به عنوان همسرش عمل می‌کرد، اما آرتمیس از ازدواج با او امتناع کرد و تصمیم داشت استقلال خود را حفظ کند.
در فیلم ۳۰۰: ظهور یک امپراتوری، آرتمیس به عنوان فرمانده نیروی دریایی مهاجمی که یونانی‌ها باید با آن مبارزه کنند، نشان داده می‌شود و او به عنوان آنتاگونیست اصلی عمل می‌کند. آرتمیس توسط اوا گرین به تصویر کشیده شده‌است.
آرتمیس، یک شخصیت قابل بازی در بازی رایانه‌ای Rise of Kingdoms ظاهر می‌شود.

## پیشینه خانوادگی
پدر آرتمیس لوگدامیس نام داشت، وی فرماندار شهر هالیکارناس، مرکز کاریا بود و مادرش نیز در جزیرهٔ کرت به دنیا آمده بود. نام همسر آرتمیس نامعلوم است و در تاریخ صحبت چندانی نشده‌است با این حال وی یک فرزند به نام پیسیندلیس داشت که پس از او حاکم هالینکارناس شد بعد از پسر او نیز نوه وی به سلطنت در این دولت شهر رسید.